# Sophia Akuffo
Sophia Abena Boafoa Akuffo (sinh ngày 20 tháng 12 năm 1949) là Chánh án Tòa án Ghana và là Thẩm phán của Tòa án Tối cao Ghana từ năm 1995.
Akuffo được học ngành luật sư dưới thời Nana Akufo-Addo. Cô có bằng thạc sĩ luật tại Đại học Harvard.
Akuffo đã là thành viên của Ủy ban điều hành của Viện Giáo dục Tư pháp Liên bang, và Chủ tịch của Lực lượng đặc nhiệm giải quyết tranh chấp thay thế. Vào tháng 1 năm 2006, Akuffo đã được bầu làm một trong những thẩm phán đầu tiên của Tòa án Nhân quyền và Nhân dân Châu Phi: ban đầu được bầu trong hai năm, sau đó Akuffo được bầu lại cho đến năm 2014 và giữ chức Phó Chủ tịch và Chủ tịch của Tòa án.
Akuffo đã viết bài viết Ứng dụng Công nghệ Thông tin & Truyền thông trong Quy trình Tư pháp - Kinh nghiệm của Ghana, một bài trình bày trước Mạng lưới Tư pháp Châu Phi Ghana (2002).
Akuffo đã được đề cử làm Chánh án Tòa án vào ngày 11 tháng 5 năm 2017 do Nana Akufo-Addo phải được Quốc hội phê chuẩn. Bà đã được Tổng thống Akufo-Addo cho tuyên thệ vào ngày 19 tháng 6 năm 2017 với tư cách là Chánh án thứ mười ba của Cộng hòa Ghana.

## Gia đình
Akuffo là một nhân vật hoàng gia từ địa bàn Akropong-Akuapem ở khu vực phía Đông, có một cô con gái và hai cháu.